# Tinggi Raja (plaats)
Tinggi Raja is een bestuurslaag in het regentschap Asahan van de provincie Noord-Sumatra, Indonesië. Tinggi Raja telt 3655 inwoners (volkstelling 2010).